# HMAS Gladstone (FCPB 216)
Le HMAS Gladstone (FCPB 2016) était un patrouilleur de classe Fremantle de la Royal Australian Navy (RAN). Construit par le North Queensland Engineers & Agents à Cairns au début des années 1980, le Gladstone a servi au sein de la Royal Australian Navy de 1984 à 2007. Il a été remis à la Gladstone Maritime History Society pour sa préservation et son exposition en tant que navire musée au Gladstone Maritime Museum.

## Historique
Gladstone a été établi au nord du Queensland à Cairns le 7 mars 1983, lancé le 28 juillet 1984 et mis en service dans le RAN le 8 septembre 1984. Au cours de sa carrière, le patrouilleur a acquis le surnom "Sadrock".
Le patrouilleur a passé la majeure partie de sa carrière à opérer à partir de la base navale de Cairns (HMAS Cairns) sur les opérations de protection de la pêche, de protection des frontières, de l'immigration et des droits de douane, des opérations d'application de la loi et de la surveillance maritime. Le navire a obtenu les clés de la ville de Gladstone, la première fois en 1988 et ensuite en 2000 et 2007.
En avril 1990, Gladstone a appréhendé le navire de pêche taïwanais Hai Chang 11, qui avait été détecté en train de pêcher dans la zone d'exclusion économique australienne. En 2006, Gladstone a intercepté dix bateaux de pêche illégaux. L'un des navires avait une cargaison de 750 kilogrammes de poissons de récif. 
Gladstone devait à l'origine déclasser le 16 février 2007, mais a été déployé au début du mois dans le cadre de l' opération Resolute (en), pour remplacer plusieurs bateaux de patrouille de classe Armidale retirés de leurs fonctions pour des raisons de sécurité et la contamination de l'eau des systèmes d'alimentation en carburant.

## Désarmement et préservation

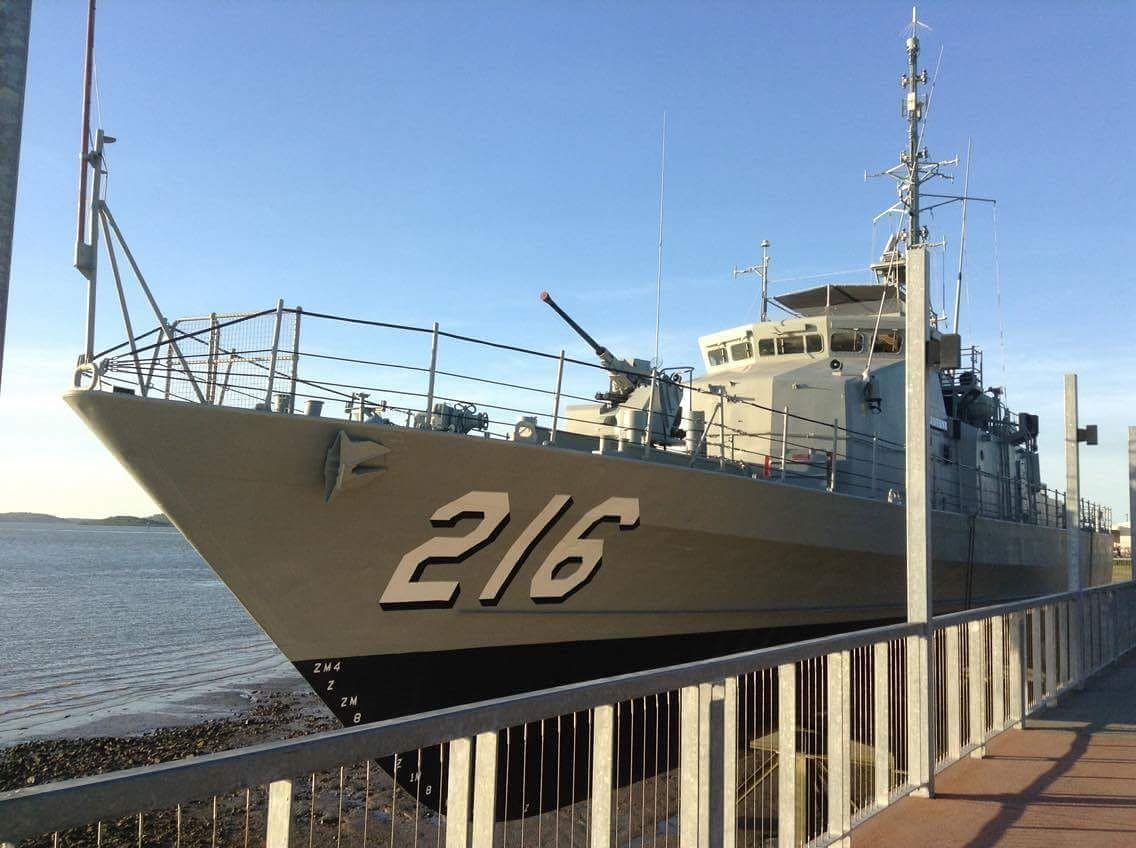
Gladstone à quai en 2020

Gladstone a été désarmé en 2007 et a été donné à la Gladstone Maritime History Society. Les travaux de restauration ont été reportés en raison de la crise financière de 2007-2010 , avec des travaux de préservation et le développement d'une cale humide pour exposer le navire achevé en 2016. Le navire est maintenant disponible pour des visites le week-end. Le navire est situé dans le quartier de Gladstone East Shores, à côté de la marina de Gladstone.